# Renegade (album)
Renegade er det tredje album fra heavy metalbandet HammerFall der blev udgivet d. 9. oktober 2000 gennem Nuclear Blast. Dette er det første album med Anders Johansson på trommerne. Som det er vist på sporene er det den nuværende guitarist i In Flames Jesper Strömblad der har skrevet en del af sangene på albummet. 

## Spor
1. "Templars of Steel" (Dronjak/Cans) – 5:26
2. "Keep the Flame Burning" (Dronjak/Cans/Strömblad) – 4:41
3. "Renegade" (Dronjak/Cans/Strömblad) – 4:23
4. "Living in Victory" (Dronjak/Cans/Strömblad) – 4:44
5. "Always Will Be" (Dronjak) – 4:51
6. "The Way of the Warrior" (Dronjak/Cans/Strömblad) – 4:08
7. "Destined For Glory" (Dronjak/Cans) – 5:11
8. "The Champion" (Dronjak/Cans/Strömblad) – 4:58
9. "Raise the Hammer" (Dronjak/Elmgren) – 3:24
10. "A Legend Reborn" (Dronjak/Cans) – 5:10

## Musikere
- Joacim Cans – Vokal
- Oscar Dronjak – Guitar, bagvokal
- Stefan Elmgren – Guitar, bagvokal
- Magnus Rosén – Bas
- Anders Johansson – Trommer